# Adolph Wilhelm Hermann Kolbe
Adolph Wilhelm Hermann Kolbe (Elliehausen, 27 settembre 1818 – Lipsia, 25 novembre 1884) è stato un chimico tedesco.

## Biografia
Dopo aver seguito il corso di studi in chimica con Friedrich Wöhlerl, nel 1842 divenne assistente di Robert Wilhelm Bunsen all'Università di Marburgo. Successivamente divenne assistente di Lyon Playfair all'Università di Londra, e fra il 1847 e il 1851 diede il suo contributo all'edizione di Handwörterbuch der reinen und angewandten Chemie (Dizionario di Chimica Pura ed Applicata), scritto fa Friedrich Wöhler e Justus von Liebig.
Fu il successore di Bunsen all'Università di Marburgo, e nel 1865 ottenne la cattedra all'Università di Lipsia. 
In questo periodo si pensava che i composti organici e i composti inorganici   fossero indipendenti gli uni dagli altri, e che i composti organici non potessereo essere creati che dagli organismi viventi.
Kolbe teorizzò che i composti organici potessero essere ottenuti direttamente o indirettamente a partire da quelli inorganici attraverso reazioni di sostituzione. Confermò questa teoria fra il 1843 e il 1845 con la conversione (in tappe successive) del solfuro di carbonio (CS2) in acido acetico.
Introdusse una nuova rappresentazione dei radicali, contribuendo in questo modo ad un riordino delle teorie strutturali in chimica organica. Sviluppò una serie di ricerche sugli alcoli che gli valsero la Medaglia Davy nel 1884, riuscendo a prevedere l'esistenza degli alcoli secondari e terziari. Lavorò anche sull'elettrolisi degli acidi grassi mettendo a punto un processo che porta il suo nome (elettrolisi di Kolbe).
Riuscì a sintetizzare acido salicilico (componente principale dell'aspirina) attraverso un procedimento chiamato poi sintesi di Kolbe o reazione di Kolbe-Schmitt. Scoprì con Edward Frankland che i nitrili possono venire idrolizzati con formazione dei corrispondenti acidi carbossilici.

## Opere
- (EN) Untersuchungen über die Elektrolyse organischer Verbindungen, Edinburgh, Livingstone, 1947.